# Glenea aspasia
Glenea aspasia là một loài bọ cánh cứng trong họ Cerambycidae.